# Avvocato del popolo (Romania)
L'avvocato del popolo (in rumeno: Avocatul poporului) in Romania è una carica centrale indipendente prevista dalla Costituzione, responsabile per l'analisi e l'indirizzo delle petizioni e dei reclami avanzati dai cittadini contro gli organi statali, svolgendo un ruolo di tutela della comunità da eventuali abusi delle istituzioni.

## Storia
Il ruolo dell'avvocato del popolo fu istituito in Romania dalla Costituzione del 1991, che ne mutuò la figura da quella del difensore civico tipico degli ordinamenti giuridici del nord Europa, in particolare quello svedese. In fase di dibattito parlamentare della legislatura costituente, la sua introduzione fu caldamente sostenuta dal Partito Nazionale Liberale e dal suo rappresentante Dan Amedeo Lăzărescu, mentre altri gruppi politici come il Partito Nazionale Contadino Cristiano Democratico non la ritenevano una priorità per il nuovo ordinamento. Mentre l'avvocato del popolo fu inserito tra le previsioni costituzionali (originariamente agli artt.55-57), tuttavia, la carta fondamentale ne demandò la sua istituzione alla legge ordinaria, che ne stabilì i criteri di funzionamento e che fu emanata solamente nel 1997.
Il primo avvocato del popolo fu Paul Mitroi, ex giudice dell'Alta corte di cassazione e giustizia, che assunse l'incarico nel maggio 1997 e lo mantenne fino all'ottobre del 2001. Il suo successore fu Ioan Muraru, ex presidente della Corte costituzionale della Romania.
Il Referendum costituzionale in Romania del 2003 ebbe effetti diretti anche sull'incarico, con la modifica degli Artt. 58-60 riguardanti l'avvocato del popolo. La riforma modificò alcuni aspetti legati alla nomina, alla durata del mandato, che passò da 4 a 5 anni, e all'ampliamento dei suoi poteri, permettendogli di rivolgersi direttamente alla Corte costituzionale contro eventuali ordinanze del governo.
Nel 2006 Muraru fu rieletto per un secondo mandato fino al 2011 grazie al sostegno del Partito Social Democratico. Il 27 settembre 2011 il parlamento votò quale nuovo avvocato del popolo un ex aggiunto di Muraru, Gheorghe Iancu, nome sostenuto dal Partito Democratico Liberale.
Il 3 luglio 2012, nel contesto della Crisi costituzionale romena del 2012, che portò alla revoca degli incarichi dei presidenti di camera e senato e all'impeachment del presidente della repubblica Traian Băsescu, il parlamento si espresse anche in favore della revoca dell'incarico di Iancu, che fu sostituito ad interim da Valer Dorneanu. Nel gennaio 2013 la funzione fu assunta da Crișu Anastasiu, che godeva del supporto dell'Unione Social-Liberale. Nel dicembre 2013 Anastasiu rassegnò le proprie dimissioni per motivi personali. Il nuovo avvocato del popolo ad interim fu l'aggiunto Ecaterina Teodorescu, che mantenne l'incarico per quasi cinque mesi.
Nell'aprile 2014 il parlamento elesse quale nuovo avvocato del popolo l'ex primo ministro Victor Ciorbea, proposto dal Partito Nazionale Liberale. Al termine del mandato fu sostituito da Renate Weber, proposta dall'Alleanza dei Liberali e dei Democratici e sostenuta anche dal PSD.

## Responsabilità e organizzazione
L'attività dell'avvocato del popolo è regolata dalla Costituzione della Romania (Titolo II, Capitolo IV, Artt. 58-60) e dalla legge ordinaria sull'organizzazione e il funzionamento dell'istituzione dell'avvocato del popolo (Legge 35/1997).
Come disciplinato dalla legge ordinaria, l'avvocato del popolo ha la responsabilità di «difendere i diritti e le libertà delle persone fisiche nei loro rapporti con le autorità pubbliche» («Instituția Avocatul Poporului are drept scop apărarea drepturilor și libertăților persoanelor fizice în raporturile acestora cu autoritățile publice»). L'avvocato del popolo tutela gli interessi dei cittadini, verificandone e gestendone le petizioni, indirizzandone i reclami alle autorità competenti e seguendone l'attività di risoluzione legislativa o processuale. In seguito alla riforma costituzionale del 2003 l'avvocato del popolo ottenne anche il diritto di contestare le leggi e le ordinanze emanate dal governo direttamente alla Corte costituzionale. Così come stabilito dalla costituzione e dalla legge ordinaria, su base regolare l'avvocato del popolo presenta rapporti sulla propria attività a camera e senato riuniti in seduta congiunta, a cadenza annuale o su richiesta del parlamento. L'avvocato del popolo ha facoltà di trasmettere al parlamento raccomandazioni di natura legislativa riguardanti la tutela dei cittadini e dei loro diritti fondamentali.
Al fianco dell'avvocato del popolo agiscono degli aggiunti. Fino al 2004 la legge prescriveva a due il loro numero, mentre successivamente fu stabilito che questi dovessero essere uno per ogni campo di specializzazione. In base alla legge 35/1997, emendata e ripubblicata, i domini specifici ricoperti da ogni avvocato del popolo aggiunto sono:
- Diritti dell'uomo, pari opportunità tra uomo e donna, culti religiosi e minoranze etniche
- Diritti della famiglia, dei giovani, dei pensionati, dei diversamente abili
- Difesa, protezione e promozione dei diritti dell'infanzia
- Esercito, giustizia, polizia, penitenziari
- Proprietà, lavoro, protezione sociale, fisco
- Prevenzione della tortura o altre pene disumane o umilianti nei luoghi di detenzione, tramite l'adozione del Meccanismo Nazionale di Prevenzione

## Procedura di nomina
Prima della riforma costituzionale del 2003 l'avvocato del popolo era nominato tramite voto a maggioranza semplice dei senatori per un mandato di 4 anni, su proposta dell'ufficio di presidenza del senato. I due aggiunti erano indicati direttamente dall'avvocato del popolo.
In seguito alla realizzazione della riforma del 2003, la legge ne prevede l'elezione in seduta congiunta di entrambe le camere per un mandato di 5 anni, su proposta degli uffici di presidenza di camera e senato. Il suo mandato può essere rinnovato una sola volta. Gli aggiunti sono nominati dagli uffici di presidenza di entrambe le camere per un incarico di 5 anni, su proposta dell'avvocato del popolo.
L'avvocato del popolo è responsabile di fronte al parlamento, che tramite voto ne può decretare la revoca in caso di violazione della Costituzione o della legge.

## Elenco degli avvocati del popolo
- Paul Mitroi (1997–2001)
- Ioan Muraru (2001–2011)
- Gheorghe Iancu (2011–2012)
- Valer Dorneanu (2012–2013, ad interim)
- Anastasiu Crișu (2013)
- Ecaterina Teodorescu (2013–2014, ad interim)
- Victor Ciorbea (2014–2019)
- Renate Weber (dal 2019)